# Бистричі
Би́стричі — село в Україні, у Рівненському районі Рівненської області. Населення становить 2,7 тисяч осіб. Раніше було центром Бистрицької сільської ради.

## Географія
Розташовані на лівому березі річки Случі, за 17 км від центру громади, за 40 км від залізничної станції Моквин.

## Заснування та перші згадки про село
Про заселення території села в давньоруські часи свідчать залишки городища на околиці Бистричів. Назва села, ймовірно, походить від слова «бистрина», адже біля села річка Случ має надзвичайно швидку течію, тут багато вирів. У писемних джерелах село під назвою Городня Бистриця вперше згадується 1545 року як володіння луцького старости. За даними подимного перепису 1629 року, Бистричі вже були досить великим населеним пунктом, у якому налічувалося 98 димів.

## Історія
У період селянсько-козацького повстання під проводом С. Наливайка поблизу Бистричів у 1595 році діяв загін місцевих повстанців, які називали себе «сотнею Лободи». Вони захоплювали майно та худобу в навколишніх шляхтичів. Перебували повстанці в Межиріцькому замку. Наступного року через село пройшли повстанці, очолювані С. Наливайком. Деякі мешканці села приєдналися до них.
Під час визвольної війни 1648—1657 рр. через Бистричі проходили загони Івана Богуна.
За Андрусівським договором, Бистричі лишилися під владою Польщі. На село налітали орди кримських татар, особливо багато лиха зазнали мешканці села в 1667—1669 роках.
В 1734 році в ньому налічувалося 95 господарств. Наприкінці XVIII ст. у Бистричах діяло підприємство, що виробляло папір. Тут працювали 4 кріпаки.
Разом з усією Правобережною Україною Бистричі 1793 року приєднано до Росії. Село спочатку входило до складу Ізяславського намісництва, а з 1797 року — до Ровенського повіту Волинської губернії. За даними 1798 року, у Бистричах проживало 623 особи.
Близько 300 днів на рік селяни працювали на поміщика та церкву. На обробіток своїх наділів у них майже не залишалося часу. На кінець 50-х років XIX ст. в користуванні селян було 569 десятин орної землі, 81 десятина під садибами та 202 десятини сіножатей. Приблизно половина цих угідь була малопридатною. Болотні луки давали мало сіна, тому селяни не могли збільшувати поголів'я худоби. Для обробітку землі використовували дерев'яні знаряддя. Врожаї одержували низькі — сам-два, найкращі ділянки, якщо добре угноювалися, давали сам-три. Щоб проіснувати, селяни орендували землю в маєтку за велику плату.
Всього в Бистричах було 95 дворів, у тому числі 44 тяглові, 42 ніші та 9 городників. За уставною грамотою, їм належало викупити 55 десятин 1328 кв. сажнів садибної та 708 десятин 108 кв. сажнів орної землі. На оброк селяни перейшли в лютому 1863 року. В разі неспроможності сплачувати грішми, вони повинні були відробляти поміщикові по 71 робочому чоловічому дню за корінний наділ на рік, тобто щотижня по два дні влітку та по одному — взимку. Комісія, яка перевіряла виконання уставних грамот у жовтні 1863 року, визнала, що землі, нав'язані селянам за реформою, були зовсім непридатними — піски, болота. Селяни змушені були пасти худобу на парових полях, бо пасовисько тричі на літо заливала річка.
Під час проведення селянської реформи власниця маєтку, зацікавлена в одержанні більшої суми викупних платежів, зумовила в уставній грамоті викуп селянами додаткового наділу. Земля ця була непридатною, тому громада в листопаді 1862 року вирішила викупити лише корінний наділ, а від додаткового відмовитися. Почалася тривала суперечка між селянами і власницею маєтку.
Зважаючи на польське повстання 1863 року, уряд пішов на деякі поступки селянам. У викупному акті від 17 червня 1866 року викупні платежі з 1681 крб. 28 коп. зменшено до 840 крб. 64 коп. сріблом. Враховуючи 6 процентів річних на кредит, що пропонувала селянам держава, селяни мали сплатити протягом 49 років 14 010 крб. 67 коп. сріблом. За селянами залишалося право безкоштовно користуватися луками і лісом для випасу худоби та збирання хмизу, водоймами, а також дорогами, які перетинали панські землі. Власники маєтку, які неодноразово змінювалися, постійно намагалися позбавити селян цих прав. Зокрема, бельгійський підданий Бланшман, ставши власником маєтку, заборонив колишнім кріпакам випасати худобу на луках. Коли вони не підкорилися, той звернувся до суду, який став на його бік. Незважаючи на це, 50 селян вирішили використати під пасовисько урочища. Поміщицькі слуги намагалися прогнати їх, але селяни вчинили опір, попередивши, що наступного разу, коли хтось наважиться забороняти їм пасти худобу, буде вбитий, хоч за це й каратимуть.
В пореформений період Бистричі зростали. Цьому сприяло судноплавство по річці Случі. У селі була пристань, біля якої збудували великі склади. До Бистричів привозили на продаж хліб, ліс, сюди приходили на заробітки селяни.
На 1897 рік кількість жителів Бистричів зросла до 1378 осіб. В той час як поміщицька родина володіла 4902 десятинами землі, селянам належало 1205 десятин. Напередодні першої світової війни на душу населення в селі припадало по 0,88 десятини землі, про що французький селянин міг тільки мріяти. Одна третина селян мала волів та коней, третина — лише волів, решта — не мала робочої худоби.
З 1866 року село стало волосним центром. Наступного року тут відкрили парафіяльну школу, у якій навчалися 6 хлопчиків і 5 дівчаток, а в 1875 році було відкрито однокласне народне училище. На 10433 чоловіка населення волості було 2 стаціонарні ліжка.
Коли розпочалася перша світова війна, село опинилося в прифронтовій смузі. Мобілізація до армії запасних позбавила селянські господарства основного робітника. Всі сільськогосподарські роботи виконувалися жінками, старими та підлітками. Близькість фронту також позначалася на економічному становищі місцевого населення. Численні реквізиції фуражу та продовольства, гужова повинність, зростання податків, свавілля урядовців важким тягарем лягли на плечі трудящих.
Перемога Лютневої революції 1917 року породила в селян надію на розв'язання земельного питання на їхню користь. А саме заволодіти поміщицькою землею, а це близько 30 відсотків від загальної площі оброблюваних в той час земель в Україні. Влітку 1917 року почалися аграрні заворушення. Селяни самовільно захопили 5107 десятин поміщицької землі. Це був один з перших масових виступів на Волині. Селяни почали рубати панський ліс, ділити панські землі. Вони вигнали орендарів, економа, розгромили (читай пограбували) економію. Після Жовтневого перевороту в січні 1918 року в Бистричах свою владу проголосили більшовики, що цинічно визнали право селян на земельне беззаконня.
У другій половині лютого 1918 року Бистричі зайняли німецькі війська. З грудня 1918 року під владою Директорії. В лютому 1919 року, під час наступу 17-ї Радянської стрілецької дивізії на Березне і Костопіль, було захоплено Бистричі. Проте в ході боїв вони знову були визволені Директорією. В травні 1919 року частини 1-ї Української Радянської дивізії знову захопили Бистричі. Далі влада декілька разів переходила то полякам, то знову більшовикам. За Ризьким мирним договором 1921 року село відійшло Польщі.
За даними перепису 1921 року, у Бистричах налічувалося 327 дворів з населенням 1838 осіб, у тому числі 1714 українців, 79 поляків.
Щоб створити земельний фонд для наділення військових осадників, 1800 га землі з Бистрицького маєтку колишнього Селянського поземельного банку забрали в казну. Раніше селяни орендували в маєтку 1150 га орної землі та 400 га пасовиськ. Крім того, вони користувалися випасами, на підставі сервітутного права. В грудні 1927 року їм відмовили в поновленні оренди. На цей час у Бистричах вже було 17 господарств осадників, яким дали 415 га землі. їм виділялися кращі землі, в одному-двох масивах. Для цього замінювали ділянки місцевих селян, що вклинювалися в наділи осадників. Таке землевпорядкування не тільки не принесло ніяких вигод малоземельним господарствам, а ще викликало великі витрати на перенесення будівель та землевпорядні роботи.
В процесі здійснення земельної реформи ревізувалося право селян на землю. Якщо спочатку уряд змушений був вважати за «орендарів» осіб, які захопили землю під час революційних подій 1917—1920 рр., то тепер їх зганяли з землі. Втратили землю й ті, що загубили документи на право володіння нею. Тим часом осадники почали здавати селянам землю в оренду, але на більш кабальних умовах: раніше селяни платили за десятину 6 пудів жита, тобто близько половини врожаю (6 пудів - 1 центнер, при середній врожайності жита у 1913 р. 8,4 центнерів з га, тобто не половину а 1/8), а тепер мусили сплачувати дві третини. Крім того, орендарів зобов'язували відпрацювати за кожну десятину по 12 робочих днів щороку.
18 липня 1925 року група депутатів сейму в своїй інтерпеляції голові ради міністрів писала про становище бистрицьких селян: «Виселені та позбавлені праці споконвічні самостійні селяни змушені залишати свої родинні вогнища та розходитись по околицях як жебраки. А деякі селяни за користування колишньою своєю землею повинні віддавати 2/3 врожаю новим власникам землі — польським осадникам».
Після ліквідації сервітутів селянам заборонили випасати на луках маєтку худобу. Але вони не визнавали цю заборону. 17 травня 1926 року лісничий та гайовий прибули на луки, де селяни пасли худобу, й почали стріляти з гвинтівок, а також побили жінку й підлітка. За розпорядженням польських урядовців лісова охорона перекрила дорогу до селянських випасів, розташованих серед лісів в урочищі Солом'яку. На тих, хто все ж намагався пасти худобу в лісах, накладали штрафи за потрави. Навіть місцеві органи т. зв. публічної безпеки визнавали, що вилучення з користування селян 270 десятин земель може викликати такі заворушення, які буде неможливо припинити без втручання військ.
Селяни неодноразово зверталися до органів влади зі скаргами. У заяві польському урядові у 1930 році вони писали: «Ми, 570 господарств, не маємо куди вигнати худобу та коней… і знаходимося у безвихідному становищі. А осадники мають велику кількість землі і навіть спекулюють нею, віддаючи на декілька років різним особам». Скарга ця залишилася без відповіді. «Селяни з кожним роком доходять до все більших злиднів»,— писав про становище бистрицьких жителів війт Людвипільської гміни.
Всі землі маєтку в 30-х роках було розпарцельовано і продано. Малоземельні та безземельні селяни, що десятки років орендували тут землю, не мали права купувати ці ділянки. Найхарактернішою рисою господарств селян у 30-х роках було безземелля — 570 господарств володіли тільки 115 десятинами землі, у середньому на господарство припадало 0,2 десятини.
З промислових підприємств у цей період у селі діяли три вітряки, один паровий млин, кар'єр, де видобувався кварцевий пісок, який належав акціонерному товариству, три хмелярні. Кілька жителів займалися ремеслами, зокрема було 2 бондарі, 2 кравці, 2 муляри та столяри. З розвитком залізничного транспорту втратив колишнє значення водний торговий шлях по Случі, зменшилася й заготівля деревини.
Близько половини дітей шкільного віку лишалося поза школою. В Бистричах існувала чотирикласна школа, до якої було записано 290 учнів.
Коли Червона Армія захопила Західну Україну, створено селянський комітет, який став тимчасовим органом влади. У жовтні 1939 року відбулися вибори до Народних Зборів Західної України.
У грудні 1939 року націоналізовано бистрицькі підприємства — кварцевий кар'єр, паровий млин з круподеркою, олійнею та соломорізкою, а також 4960 га землі.
1940 року в селі створено колгосп, який об'єднував 23 господарства. Головою правління став А. С. Хижак. Колгосп обробляв 223 га землі, у тому числі 139 га орної, мав 23 голови робочої худоби. В селі створили машинно-тракторну станцію.
6 липня 1941 року Бистричі окупували німецькі війська. На роботи до Німеччини примусово вивезли 150 юнаків і 100 дівчат. У 1943 році село постраждало від терору польсько-німецького шуцман-батальйону розташованого у районі школи. Було у вкрай жорстокий спосіб закатовано кілька десятків мешканців села, ще кілька десятків були виселені. 11 січня 1944 року Бистричі зайняли частини 121-ї гвардійської Гомельської стрілецької дивізії 13-ї армії 1-го Українського фронту.
На 1 листопада 1945 року в Бистричах налічувалося 362 одноосібні господарства, користуванні яких було 1279 га землі, у тому числі 800 га орної. У березні 1948 року 26 господарств об'єднали в колгосп, у користуванні якого було 197 га землі, у тому числі 62 га орної. Спочатку було усуспільнено 2 вози, 2 саней, 5 плугів, 10 борін, молотарку, віялку, 10 коней, 5 волів. Восени того ж року створено ще один колгосп, у який об'єднали 54 господарства. Його земельний масив становив 151 га, з них 101 га орної. Колгосп мав 18 возів, 19 плугів, 20 борін, 3 культиватори, сівалку, 2 молотарки, 24 коней. В листопаді 1950 року обидва бистрицькі колгоспи об'єдналися в одне господарство, у користуванні його було 1004 га землі, у тому числі 614 га орної. Йому передано млин райпромкомбінату. В господарстві налічувалося 63 голови великої рогатої худоби, 34 свині, 26 овець, 97 коней. Колгосп мав 63 кінні плуги, 23 дискові борони, 6 культиваторів, 3 молотарки, 3 віялки, 38 возів.
В післявоєнний час Бистричі були ареною діяльності УПА. Органами НКВС для протидії створено каральні загони «яструбків».
В 1957 році колгоспу присвоєно назву «Прогрес». Через два роки до нього приєднався колгосп ім. XX з'їзду КПРС (с. Колодязне). Основною технічною культурою в господарстві був льон.
За післявоєнні роки виросли фактично нові Бистричі — 600 будинків, вкритих шифером і залізом. Споруджено адміністративні приміщення колгоспу та «Сільгосптехніки», універмаг. На кінець 60-х в селі було близько 800 хат.
Школа перетворена в середню у 1955 році. Було побудоване додаткове приміщення на 280 учнів. У 1969 році в школі працювало 35 учителів, навчалося 655 учнів. 1967 року в Бистричах відкрився будинок культури на 350 місць.
12 червня 2020 року, відповідно до розпорядження Кабінету Міністрів України № 722-р від «Про визначення адміністративних центрів та затвердження територій територіальних громад Рівненської області», увійшло до складу Березнівської міської громади.
19 липня 2020 року, в результаті адміністративно-територіальної реформи та ліквідації Березнівського району, село увійшло до складу Дубенського району.

## Населення
За переписом населення 2001 року в селі мешкало 2 739 осіб.

### Мова
Розподіл населення за рідною мовою за даними перепису 2001 року:
| Мова       | Відсоток |
| ---------- | -------- |
| українська | 99,53 %  |
| російська  | 0,40 %   |
| гагаузька  | 0,04 %   |
| білоруська | 0,04 %   |

## Відомі уродженці

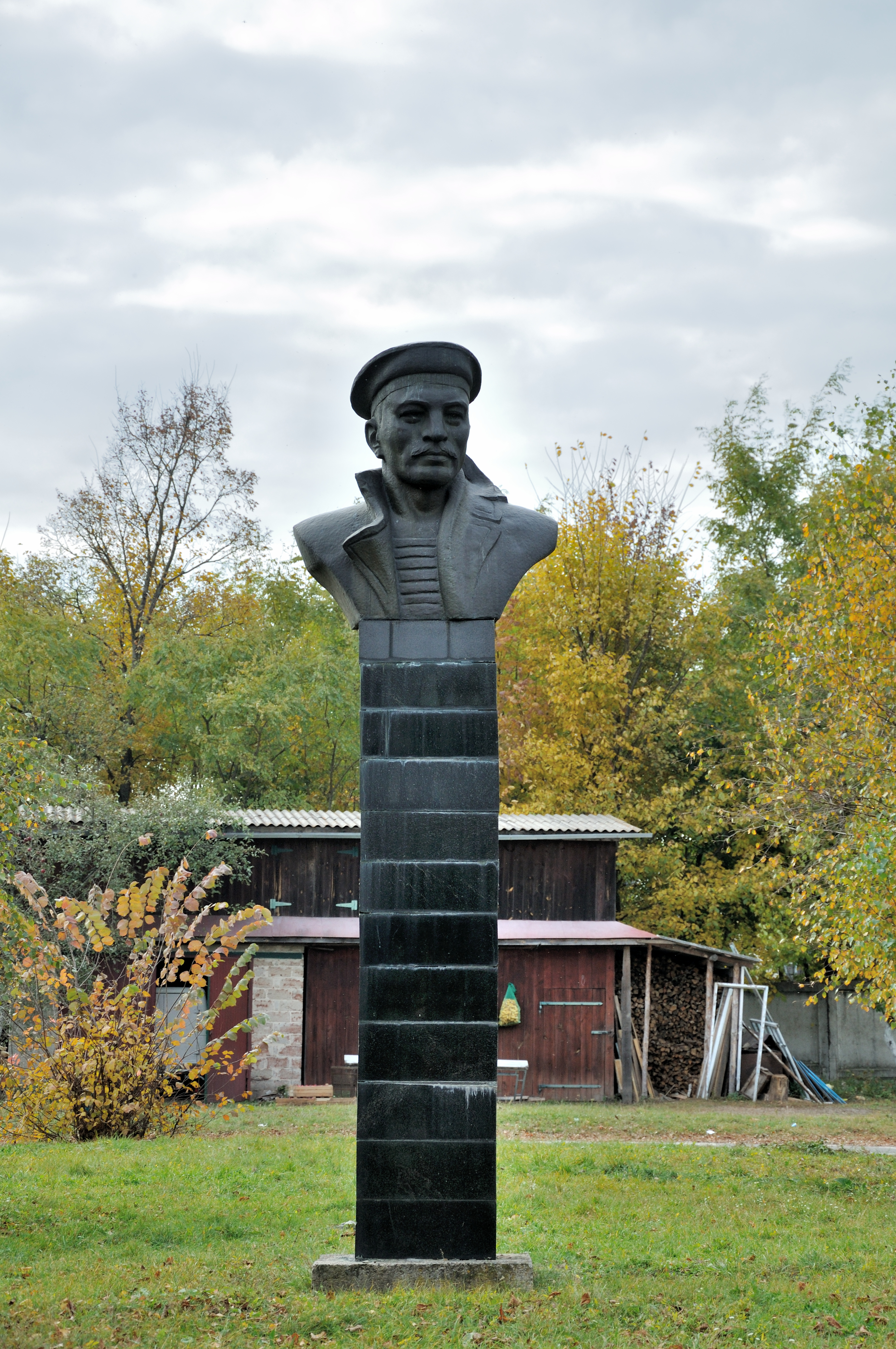
Могила І. Гунтика, матроса-балтійця., с. Бистричі

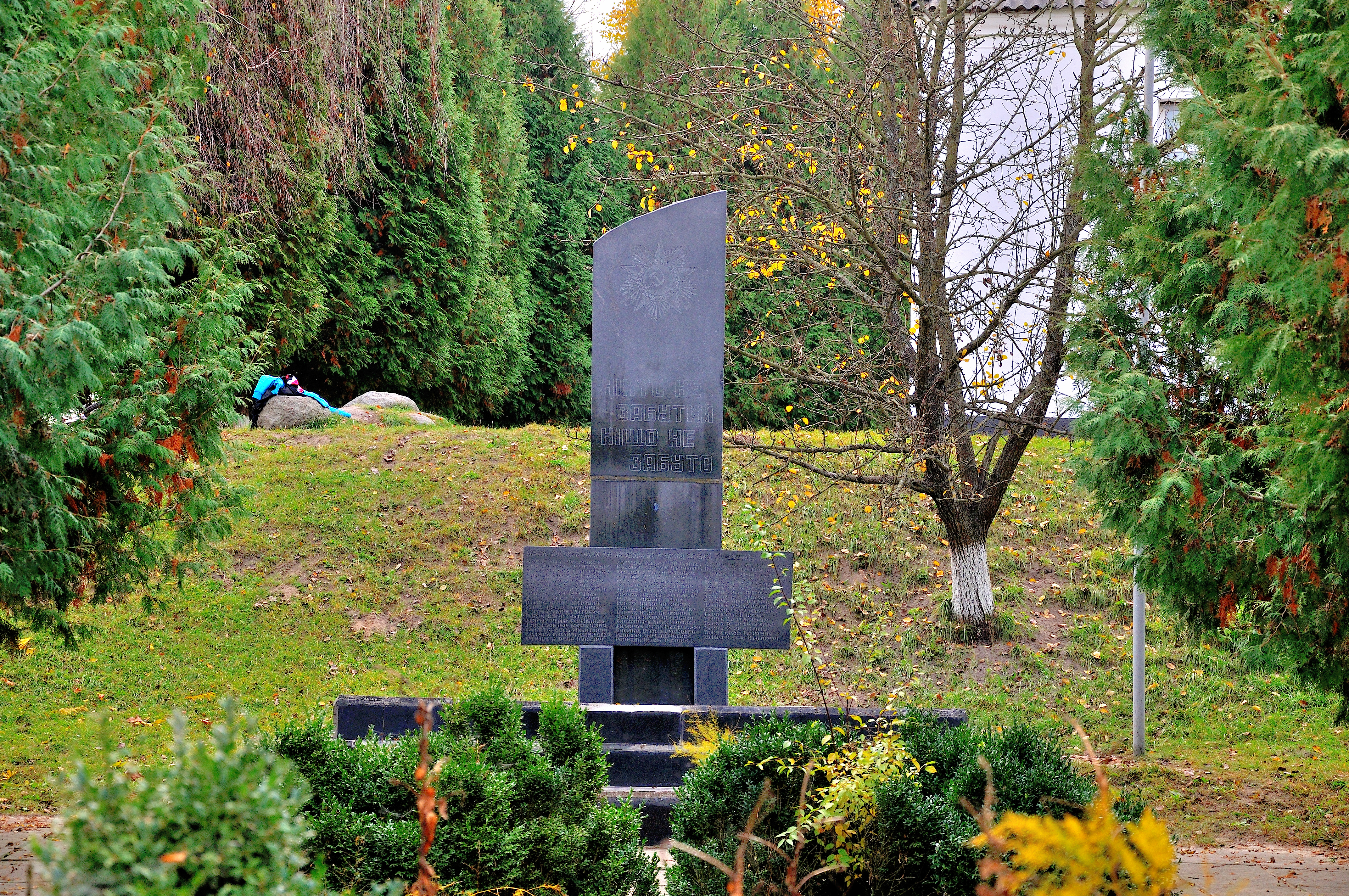
Пам'ятник воїнам-односельчанам, с. Бистричі

- 1908 р. н. Бульба-Боровець Тарас — діяч українського повстанського руху часів Другої світової війни, засновник УПА «Поліська Січ», з 1976 року генерал-хорунжий УВК.
- Власюк Марія Юріївна (1994-2022) — старший сержант Збройних сил України, учасник російсько-української війни, що відзначилася під час російського вторгнення в Україну в 2022 році.

.

## Мальовничі місця села

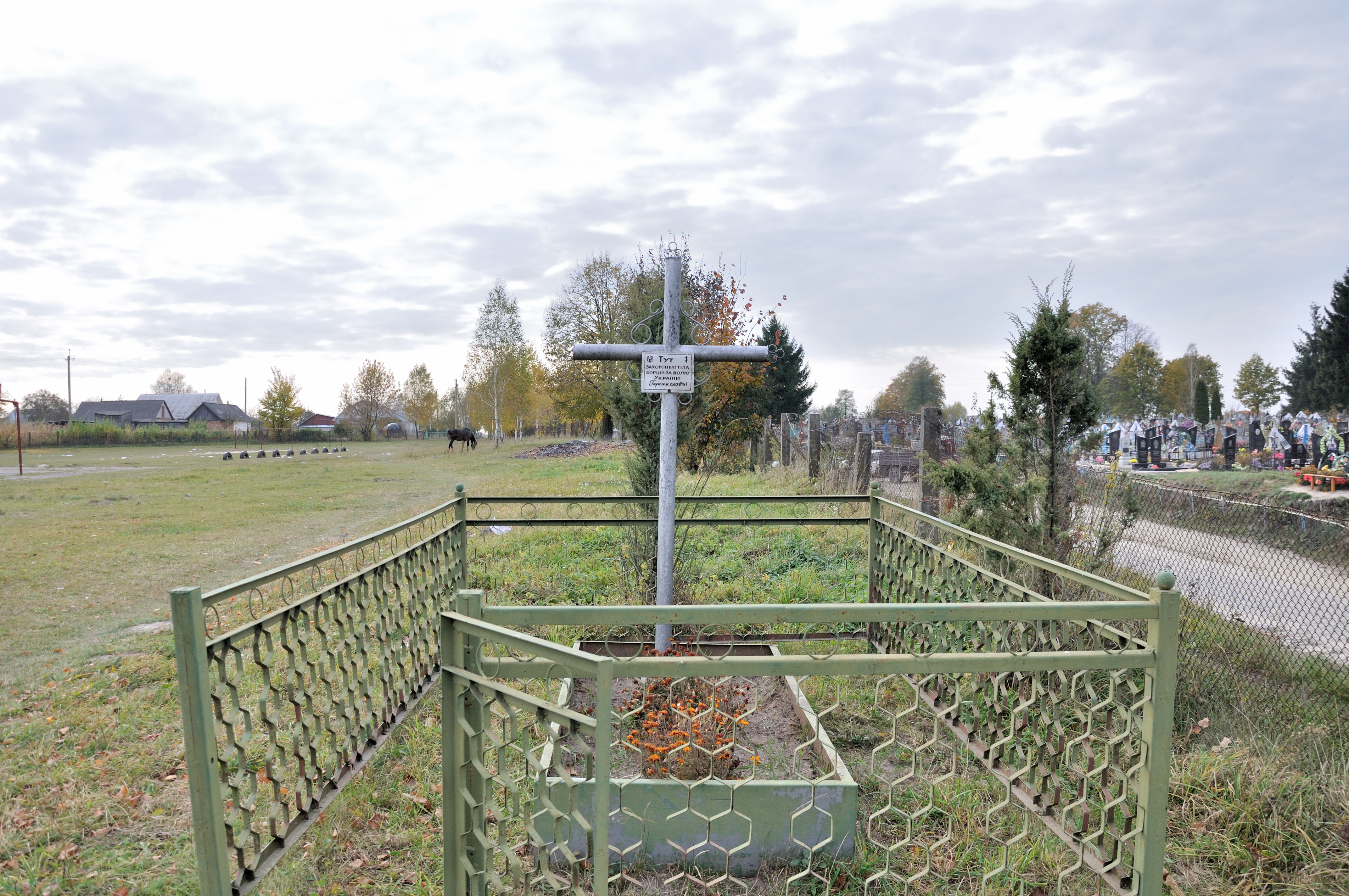
Братська могила воїнів УПА, с. Бистричі,.jpg

- Береги села Бистричі омиває річка Случ. На території села є багато кришталевих озер. А саме Попове озеро, Гантонова, Чорне озеро.
- Мальовничим куточком села є урочище Білий Берег з річкою Тонею.

## Галерея

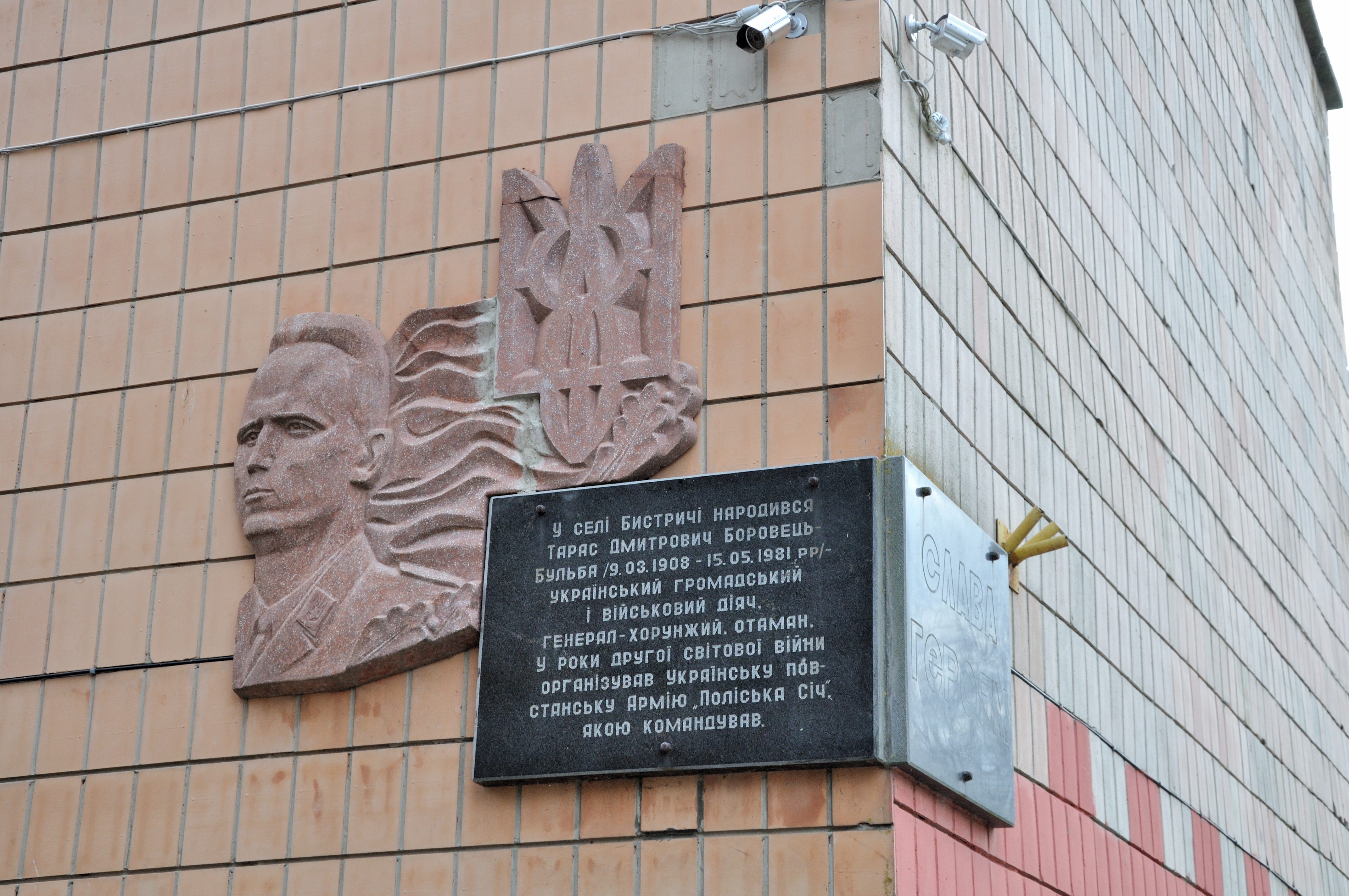
Меморіальна дошка Тарасу Бульбі-Боровцю, с. Бистричі
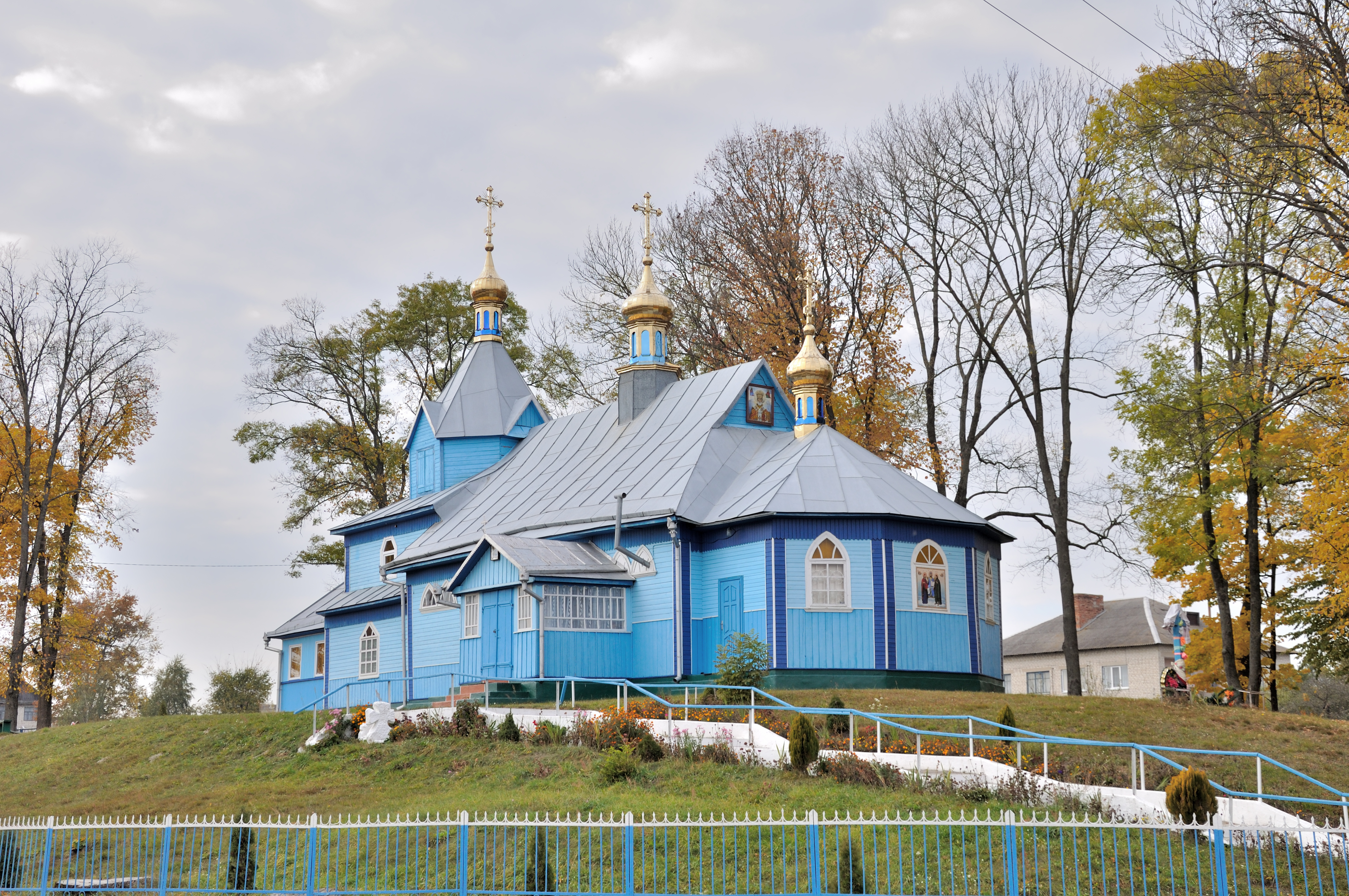
Миколаївська церква (дер.), с. Бистричі